# جايمي سانت جيمس
جايمي سانت جيمس (بالإنجليزية: Jaime St. James)‏ هو مغني أمريكي، ولد في 27 يناير 1960 في بورتلاند في الولايات المتحدة.

## وصلات خارجية
- الموقع الرسمي
- جايمي سانت جيمس على موقع ميوزك برينز (الإنجليزية)
- جايمي سانت جيمس على موقع ديسكوغز (الإنجليزية)